# Pristurus insignoides
Pristurus insignoides — вид геконоподібних ящірок родини Sphaerodactylidae. Ендемік Ємену.

## Поширення і екологія
Pristurus insignoides відомі з типової місцевості, розташованої в гірському масиві Хаджхір на острові Сокотра. Вони живуть в гірських лісах, на висоті від 800 до 1473 м над рівнем моря. P. insignoides порівняно з Pristurus insignis віддають перевагу більш прохолодним і вологим районам.